# 칭위안구 (지안시)
칭위안구(한국어: 청원구, 중국어: 青原区, 병음: Qīngyuán Qū)는 중화인민공화국 장시성 지안 시의 현급 행정구역이다. 넓이는 915km2이고, 인구는 2007년 기준으로 210,000명이다.
감강 동쪽 기슭에 위치하고 남동쪽으로 마우 산(大乌山, 1204m)까지 좁게 뻗어있다.

## 행정 구역
1개 가도, 5개 진, 1개 향, 1개 민족향을 관할한다.
- 가도: 河东街道
- 진: 天玉镇 , 值夏镇 , 新圩镇 , 富滩镇 , 富田镇
- 향: 文陂乡
- 민족향: 东固畲族乡